# Comuna de Skórcz
Skórcz (polaco: Gmina Skórcz) é uma gminy (comuna) na Polónia, na voivodia de Pomerânia e no condado de Starogardzki. A sede do condado é a cidade de Skórcz.
De acordo com os censos de 2004, a comuna tem 4536 habitantes, com uma densidade 46,9 hab/km².

## Área
Estende-se por uma área de 96,63 km², incluindo:
- área agrícola: 76%
- área florestal: 16%

## Demografia
Dados de 30 de Junho 2004:
|                      | Total   | Total | Mulheres | Mulheres | Homens  | Homens |
| -------------------- | ------- | ----- | -------- | -------- | ------- | ------ |
|                      | pessoas | %     | pessoas  | %        | pessoas | %      |
| População            | 4536    | 100   | 2244     | 49,5     | 2292    | 50,5   |
| Densidade (pop./km²) | 46,9    | 100   | 23,2     | 23,2     | 23,7    | 23,7   |

De acordo com dados de 2005, o rendimento médio per capita ascendia a 2200,01 zł.

## Comunas vizinhas
- Bobowo, Lubichowo, Morzeszczyn, Osiek, Skórcz, Smętowo Graniczne